# Cyril Tommasone
Cyril Tommasone (Villeurbanne, 4 luglio 1987) è un ginnasta francese vicecampione del mondo e d'Europa del cavallo con maniglie, sempre alle spalle dell'ungherese Krisztián Berki.

## Carriera
Cyril Tommasone inizia a praticare la ginnastica artistica all'età di 7 anni nel club di Chessieu. Attualmente fa parte della Convention Gymnique de Lyon ed è allenato dal russo Anatoli Vorontzov.
Il suo primo successo risale ai campionati francesi juniores del 2000. Successivamente ottiene importanti piazzamenti ai campionati nazionali assoluti: 4º nel 2004 e 3º nel 2005.
Nel 2009 inizia a partecipare alle più importanti competizioni internazionali, ottenendo una vittoria nelle parallele e un quarto posto a squadre in occasione delle universiadi di Belgrado, ma soprattutto un quarto posto al cavallo con maniglie ai mondiali.
Nel 2010 ottiene due primi e due secondi posti ai campionati nazionali e ottiene la sua prima medaglia internazionale, grazie al bronzo a squadre ottenuto agli europei di Birmingham. Ai mondiali dello stesso anno, svoltisi a Rotterdam, si piazza ancora quarto al cavallo con maniglie, mentre con la squadra chiude 5º. Nel concorso individuale ottiene un 13º posto.
Il 2011 lo vede conquistare due importanti medaglie a livello individuale: vince infatti la medaglia d'argento nel cavallo con maniglie sia agli europei di Berlino che ai mondiali di Tokyo, preceduto sempre dall'ungherese Krisztián Berki. In occasione del mondiale 2011 ha ottenuto anche un 9º posto nel concorso individuale, migliorando il 13º posto dell'anno precedente.

## Palmarès
- Campionati mondiali

Tokyo 2011: argento nel cavallo con maniglie.
Nanning 2014: bronzo nel cavallo con maniglie.
- Campionati europei

Birmingham 2010: bronzo nel concorso a squadre.
Berlino 2011: argento nel cavallo con maniglie.
Glasgow 2018: bronzo nel concorso a squadre.
Stettino 2019: argento nel cavallo con maniglie.
- Giochi del Mediterraneo

Tarragona 2018: oro nel cavallo con maniglie, bronzo nel concorso a squadre.